# Osthimosia imperforata
Osthimosia imperforata är en mossdjursart som beskrevs av Gordon 1984. Osthimosia imperforata ingår i släktet Osthimosia och familjen Celleporidae. Inga underarter finns listade i Catalogue of Life.